# OP7体育
OP7体育，中文简称欧朋摩尔体育，是一个由武汉市欧朋摩尔传媒有限公司运营的体育类网站平台。

## 主要领域
平台业务涵盖体育数据、体育资讯、体育经纪、体育商务和体育赛事等板块。主要聚焦于全球体育产业资源整合，并拓展体育泛娱乐生态体系。